# Robin Hood, el trapella de Sherwood
Robin Hood, el trapella de Sherwood (Robin des Bois: Malice à Sherwood en francès; Robin Hood: Mischief in Sherwood en anglès) és una sèrie d'animació CG coproduïda per Method Animation i DQ Entertainment en coproducció amb Fabrique d'Images, ZDF, ZDF Enterprises, De Agostini amb la participació de TF1 (temporada 1) i The Walt Disney Company France en associació amb COFIMAGE 24. És una adaptació animada de la història de Robin Hood.
Té dues temporades de 52 episodis (cada episodi té una duració de 15 minuts). La sèrie es va emetre al Canal Super3 i el 2022 s'emet al canal SX3.

## Personatges
- Robin Hood: el protagonista.
- Tuck: basat en el frare Tuck.
- Petit John: amic d'en Robin Hood.
- Príncep Joan: L'antagonista de la sèrie. El príncep és arrogant i garrepa.
- Xèrif: basat en el Xèrif de Nottingham.
- Rolf
- Ralf: és un dels fills del Xèrif.
- Marian: està basada en Lady Marian.
  - Derke: un drac que la Marian va transformar en hàmster.
- Scarlett: està basada en damunt Will Scarlet (originalment era un home però en la sèrie és una dona)

## Episodis

### 1a temporada
| Núm. | Títol                                  | Resum |
| ---- | -------------------------------------- | --- |
| 01   | "La conquesta de Sherwood"             | Cansat de veure frustrats tots els seus plans, el Príncep Joan es disposa a conquerir Sherwood, i recorre al nas d'en Flynn per descobrir l'amagatall secret d'en Robin Hood. D'entrada, captura en Tuck i el Petit John i els tanca al castell. Però, ajudat per la Marian i l'Scarlett, en Robin aconsegueix alliberar-los i aprofita l'ocasió per recuperar l'or que el Príncep Joan ha arrabassat injustament a la gent de Sherwood.                                                                |
| 02   | "Classes reials"                       | Uns bandits analfabets roben un llibre que conté el secret de la pedra filosofal i segresten la Dama Rohesia perquè els el llegeixi. En Robin i els seus amics decideixen rescatar la preceptora de la Marian, i, per aconseguir-ho, la Marian fa màgia, però comet un error i s'intercanvia el cos amb un dels lladres. Finalment, això ajudarà en Robin i als seus amics descobrir l'amagatall dels segrestadors?                                                                                     |
| 03   | "L'hipnotitzador"                      | Un estafador va pels pobles hipnotitzant la gent per poder robar-los després. En Robin, en Tuck i el Petit John el troben, però l'estafador hipnotitza en Robin i, després de fer-li neutralitzar els seus amics, l'entrega al príncep Joan per cobrar la recompensa. Encantat de poder controlar en Robin Hood gràcies a l'hipnotitzador, el príncep Joan decideix divertir-se fent-ne la seva joguina i manipulant-lo a voluntat. O potser és al revés?                                               |
| 04   | "El xarlatà"                           | Una estranya malaltia afecta el comtat: la gent s'adorm inexplicablement i no hi ha manera que es despertin. L'arribada providencial d'un suposat remeier i la seva cura caríssima fan sospitar en Robin. Descobreix que l'home és un farsant, que adorm la gent, fent-los passar per malalts, per treure'ls els diners. Caldrà tota la perícia i l'audàcia d'en Robin per rescatar la gent i la Marian d'un son etern i enviar el xarlatà a la presó.                                                  |
| 05   | "L'altre Robin"                        | El príncep Joan lloga un pillet que s'assembla molt a en Robin per robar als camperols i culpar-ne en Robin Hood. Capturat i entregat pel poble, en Robin, en comptes d'escapar-se de les masmorres del castell, anima el seu sòsia per mitjà de la Marian i la Scarlett a robar al príncep. De manera que el príncep suplica a en Robin que atrapi el lladre. Un cop alliberat, en Robin desemmascara el seu doble i recupera el seu prestigi.                                                         |
| 06   | "A la recerca del tresor"              | Els lladregots han amassat tot un tresor robant als vilatans. Tot i que en Robin els captura, ha de fugir quan arriba el xèrif, que tanca els lladres al calabós. El príncep Joan surt a la recerca del tresor, però en Robin mira d'arribar-hi abans per tornar els diners als vilatans. I alhora, els lladregots fugen de la masmorra per mirar de recuperar el seu tresor. Qui arribarà primer? |
| 07   | "El titellaire"                        | Un titellaire ambulant arriba a Nottingham per fer riure els vilatans amb els seus titelles. Però el príncep Joan no s'agafa amb gens d'humor que l'obra es burli d'ell i fa tancar el titellaire a la masmorra. En Robin Hood i la seva colla intentaran rescatar-lo. |
| 08   | "L'espasa dels reis"                   | La druida Arnaldina convenç el príncep Joan perquè li doni una bossa plena d'or a canvi d'un antic pergamí que indica un indret secret al bosc de Sherwood on es troba l'espasa Excàlibur, que permet a qui la posseeixi ser rei i senyor absolut de tot Anglaterra. Ho podran impedir, en Robin i els seus amics? |
| 09   | "Un nadó al cau d'en Robin"            | El xèrif i els seus homes persegueixen Lady Sable, que, mentre fuig, abandona el seu nadó al bosc. En Robin, amb l'ajuda de la Marian i l'Scarlett, intenta rescatar la dama, presonera al castell, mentre en Tuck i en Petit John es queden al bosc amb el nadó. En Robin aconseguirà alliberar Lady Sable i alguna cosa que el príncep vol aconseguir. |
| 10   | "El cavall d'en Lubin"                 | El xèrif es vol emportar el cavall d'en Lubin, un noi camperol, com a pagament dels deutes contrets per la seva família. En Robin li proposa a en Lubin que participi en la cursa de cavalls organitzada pel príncep Joan i pagui els deutes amb els diners del premi. Però el xèrif reconeix el vailet i li confisca el cavall. En Robin haurà de posar en marxa tot el seu enginy per ajudar en Lubin.                                                                                                |
| 11   | "La caça de l'home"                    | El príncep Joan ha contractat el rastrejador més bo del reialme per capturar en Robin! Tenaç i gran coneixedor de la seva feina, en Harry la Hiena té fama de no rendir-se mai. Comença una persecució sense quarter, i en Robin, amb l'ajuda de la Marian i dels seus amics Tuck i Petit John, haurà d'aconseguir treure's la Hiena de sobre. |
| 12   | "Els temps canvien"                    | En Taramis, un defensor de la justícia, arriba a Nottingham i aconsegueix guanyar-se la confiança dels vilatans fins al punt de fer-se més popular i tot que en Robin, i els vilatans arriben a confiar-li els seus estalvis perquè els protegeixi. Però en Robin de seguida sospita que el tal Taramis no és aigua clara. |
| 13   | "La sageta màgica"                     | Cansada de les burles d'en Robin i la seva colla per la poca traça que té disparant amb l'arc, la Marian fa un encanteri i aconsegueix una sageta màgica que va sempre allà on l'arquer desitja. Però la sageta anirà a parar a mans del príncep Joan, que la voldrà utilitzar per capturar en Robin. |
| 14   | "Una ampolla de sort"                  | Una velleta s'aprofita de la bona fe d'en Petit John per "prendre-li" la sort fent-lo bufar dins d'una ampolleta. En Petit John s'ho pren com una broma fins que un seguit d'accidents i ensopegades el convencen que realment la sort l'ha abandonat. Amb l'ajuda dels amics mirarà de recuperar l'ampolleta, però toparan amb el xèrif, que també s'ha deixat engalipar per la velleta. |
| 15   | "Pluja de pedres"                      | El Príncep Joan bombardeja una cruïlla estratègica amb una catapulta en previsió d'un eventual atac enemic. Per aturar la pluja de pedres, en Robin s'ha d'enfrontar a la guàrdia del castell. Alhora també li toca parar els peus a la Juliet, una camperola indignada que vol cantar les quaranta al Príncep. La Marian, d'altra banda, està gelosa per les atencions que en Robin prodiga a la intrèpida Juliet.                                                                                     |
| 16   | "L'estàtua del príncep"                | El príncep Joan escura els seus súbdits per fer-se fer una estàtua. L'escultor, però, és un estafador i fa una escultura només amb un bany d'or per quedar-se amb la resta dels diners. Determinats a recuperar l'or, en Robin i la seva banda roben l'estàtua fraudulenta. Però el Petit John és capturat. Quan en Robin descobreix l'enganyifa, se les empesca per esmunyir-se al castell a fi de rescatar el seu amic i recuperar l'or de la gent.                                                   |
| 17   | "Enredaire enredat"                    | El príncep John pretén capturar en Robin infiltrant en Ralf a la banda per descobrir el seu amagatall. El primer intent d'en Ralf fracassa; així i tot, el xèrif captura en Tuck i en Ralf l'ajuda a escapar-se a fi que l'admetin a la colla. En Tuck, agraït, critica en Robin, que dubta de la bona fe del bessó. I amb raó! La Marian fa xerrar el príncep Joan i avisa en Robin. |
| 18   | "L'or invisible"                       | Els tres lladregots roben un anell molt valuós i en Robin i els seus amics el recuperen sense saber que ha sigut gràcies a la màgia de la Marian. Però després no volen que la Marian els acompanyi a empaitar els lladres i la fan quedar al castell, on ella i la Scarlett miraran de tornar a recuperar l'anell, aquest cop confiscat per l'avar príncep Joan com a pagament d'impostos. |
| 19   | "Un vol principesc"                    | En Trevor, un savi inventor de Nottingham, s'ha empescat un aparell que permet volar, però la notícia arriba a orelles del príncep Joan que, endut com sempre per l'enveja, mirarà d'arrabassar-li l'aparell per poder volar ell. Per sort, en Robin i la seva colla ajudaran en Trevor alhora que fastiguegen el príncep. |
| 20   | "Un xèrif com cap altre"               | En Robin deixa el xèrif en ridícul per enèsima vegada, i el Príncep Joan decideix trobar-li un substitut. El príncep creu que els tres bergants són els candidats perfectes. Naturalment, això no porta res de bo per al poble, que de seguida és víctima dels abusos dels bandits. En Robin i els seus amics decidiran desfer-se d'aquests brètols desacreditant-los a ulls del príncep. |
| 21   | "El rebost"                            | El xèrif requisa les provisions dels camperols per ordre del Príncep Joan, que està organitzant el seu banquet d'aniversari. En Robin i la seva banda decideixen esmunyir-se al castell per recuperar el menjar. Mitjançant un encanteri, la Marian adorm el xèrif i així poden buidar el rebost i tornar el menjar a la gent. El Príncep Joan està rabiós. |
| 22   | "El rescat"                            | La Marian se les empesca per ajudar en Robin a escapar-se del castell. Desterrada per això, decideix anar a passar uns dies amb els seus amics al bosc, i pel camí la segresten uns bandits, però el príncep es nega a pagar el rescat. Mentrestant, la Scarlett va a avisar en Robin i la seva colla. Finalment, en Robin decideix fingir el seu propi segrest per enganyar el príncep Joan i aconseguir el rescat per alliberar la Marian.                                                            |
| 23   | "Atrapats al poble"                    | En Robin, en Tuck i el Petit John han fet una col·lecta a Nottingham per a l'orfenat d'una contrada veïna. Malauradament el príncep Joan els sorprèn provant de treure els diners del poble i en fa tancar tots els accessos. Ajudat per la seva colla, en Robin aconsegueix burlar la guàrdia i ordeix un pla: amagar els diners al carro dels bessons, els fills del xèrif. |
| 24   | "El castell encantat"                  | El príncep Joan planeja instal·lar un peatge a les ruïnes d'una torre que serà enderrocada. En Robin i la seva colla decideixen desbaratar-li el pla per protegir el cau d'en Derke. Per espantar el xèrif i els seus homes, els fan creure que les ruïnes estan encantades. Els guàrdies estan esfereïts, però el príncep Joan no creu en fantasmes i els obliga a tornar a la feina. Llavors rep la visita del fantasma del baró de Dracobosc.                                                        |
| 25   | "Correu volador"                       | Un corrent d'aire s'emporta una fórmula màgica firmada per la Marian i acaba aterrant als peus del Príncep Joan, que sospita de la presència d'un mag al castell i ordena al xèrif que recuperi la fórmula màgica i el desemmascari. En Robin i la seva colla fan tot el que poden per evitar que condemnin la Marian per bruixeria i, mentrestant, també hauran de descobrir qui ha robat una recepta a la Matilda.                                                                                    |
| 26   | "Tuck Hood"                            | Per evitar que requisin fusta a un camperol, la Marian fa un sortilegi que es torna contra en Robin i en Petit John: qualsevol objecte que toquen, desapareix. En Tuck, l'únic que s'ha salvat de l'encanteri, s'encarregarà de recuperar la fusta. Mentrestant, la Marian mirarà de trobar un antídot. Amb l'ajuda d'en Robin, en Tuck intentarà acomplir la seva missió. |
| 27   | "La festa del príncep"                 | El Príncep Joan decideix fer una festa en el seu propi honor, amb focs artificials i tot, que pretén llançar des del molí. Això, segons l'expert en pirotècnia, posaria en perill la construcció. En Robin i la seva colla decideixen intervenir-hi. La Scarlett aconsegueix la clau del molí i en Robin guanya temps desafiant el Príncep a un duel damunt l'escenari. |
| 28   | "La carta"                             | En Robin rep una carta reial en què el convoquen per condecorar-lo com a millor arquer del reialme. Les noies són escèptiques, però en Robin està encantat. Però quan puja al carruatge que l'ha de dur a palau, de seguida comprèn que es tracta d'un parany. Massa tard. Afortunadament, les noies són a temps de rescatar-lo i, aquest cop, són elles les que es fan mereixedores d'una medalla. |
| 29   | "Els cinc titelles"                    | En Robin compra cinc entrades per assistir a una funció de titelles que fa befa del príncep Joan. Però el xèrif confisca els titelles, sense els quals, en Manuele, el titellaire, s'enfronta a la ruïna. En Robin i la seva colla decideixen llavors esmunyir-se al castell per recuperar els ninots. Ajudat per la Marian i la Scarlett, en Robin se les empesca per burlar la guàrdia i recuperar els titelles a temps per a la funció, que és un gran èxit.                                         |
| 30   | "La Marian del mirall"                 | Mentre en Robin i la seva colla s'enfronten al xèrif i els seus guàrdies, la Marian prova d'ajudar-los amb la seva màgia. Malauradament, l'encanteri es reflecteix en un mirall, i la dolça Marian hi queda atrapada a l'interior, mentre és substituïda per la seva doble malvada, decidida a fer arrestar en Robin. Per tal de rescatar la seva amiga, en Robin i els altres han d'aconseguir el mirall abans que la Marian dolenta reveli al príncep Joan on tenen el cau secret.                    |
| 31   | "L'home llop de Sherwood"              | A Nottingham s'ha escampat el pànic: la gent creu que un ferotge home llop els està atacant. En Robin i el Príncep Joan, cadascun per la seva banda, es posen a buscar la fera. Però, embarcats en aquesta cacera tan especial, els nostres protagonistes descobreixen una cosa estranya. Qui és realment aquest monstre misteriós tan aficionat als pastissos de maduixes? Per esbrinar-ho, en Robin i la seva colla s'hauran de ficar... a la boca del llop!                                          |
| 32   | "El molí del príncep"                  | Una tempesta fa malbé tots els molins del comtat, però en Tuck s'empesca un sistema per fer anar el molí amb cavalls. Quan el Príncep Joan ho descobreix, confisca el molí de vent per cobrar per fer-lo servir. Llavors, en Robin decideix amagar tots els cavalls de la zona, però se n'escapen dos. Com s'ho farà per fer fora el Príncep i els seus esbirros del molí? |
| 33   | "L'aigua del príncep"                  | El sol pica fort a Nottingham. Fa calor, una calor increïble! A causa d'una badada d'en Ralf i en Rolf, el pou del castell queda inservible. Tant se val. Per saciar la set del Príncep Joan, el xèrif pren la pedra que purifica l'aigua del poble. Sense aigua potable, la pobra gent es veu obligada a comprar l'aigua al Príncep Joan a uns preus exorbitants. En Robin està disgustat i decideix obligar el Príncep Joan a tornar la pedra purificadora fent-li creure que ha perdut l'enteniment. |
| 34   | "A la recerca d'en Flynn"              | En Ralf i en Rolf sorprenen la Marian practicant encanteris amb en Derke. L'arresten i se l'emporten al castell perquè s'expliqui davant del príncep Joan. Per sort, en Robin se les empesca per interceptar el comboi enmig del bosc. Tanmateix, en Flynn fuig amb la vareta de la Marian i tots li van al darrere. Després d'una persecució rocambolesca, en Robin aconsegueix la vareta i la Marian fa un encanteri als bessons perquè oblidin el que han vist.                                      |
| 35   | "Un bon camp de croquet"               | Un projectista persuadeix el príncep Joan de construir un camp de croquet a la zona de les ruïnes de Sherwood. El projecte inclou desviar el riu per regar-lo. En Robin i la seva colla se separen per desbaratar els plans del príncep Joan i el projectista. Però el príncep no renunciarà al seu projecte així com així. Finalment, la sort del paratge es decideix en una partida de croquet d'infart entre el príncep John i en Robin disfressat de bufó.                                          |
| 36   | "Treball en equip"                     | En Robin ha recollit joguines i diners per a l'orfenat del comtat. Però s'adona que una banda de lladres té previst assaltar el carro pel camí. A falta dels seus amics, en Robin ha d'actuar sol i decideix infiltrar-se a la banda dels lladres. Però el descobreixen. Per sort, els seus amics l'han anat a buscar. Reunits, en Robin i la seva colla derroten els lladres i acaben portant les joguines i els diners a l'orfenat.                                                                   |
| 37   | "Poti-poti musical"                    | En Dani és un famós joglar que organitza una audició per incorporar un músic a la seva orquestra. La Marian i la Scarlett hi participaran, però també la Delphinea, una noia del poble amb moltes possibilitats de guanyar. Poc abans del concurs, les violes de les dues noies desapareixen. En Robin investiga el cas i descobreix la mà negra del xèrif. Podran presentar-se al concurs? |
| 38   | "El millor enemic"                     | El Príncep Joan cau rendit davant els encants d'una noia bonica. Però ella només té ulls per als aventurers i, especialment, per a en Robin Hood! El Príncep Joan segresta llavors en Petit John i obliga en Robin a ajudar-lo a convertir-se en un aventurer a canvi de la llibertat del seu amic. Finalment, en Robin organitza una aventura que condueix el Príncep per camins inesperats. |
| 39   | "L'aprenent de justicier"              | En Clarence, un nou defensor de la justícia, fa acte de presència al bosc de sherwood per defensar un llenyataire, i en Robin i els seus companys l'accepten a la colla. Però aviat veuran que en Clarence té un gran defecte: és un sapastre de l'alçada d'un campanar i aviat és convertirà en un autèntic destorb. |
| 40   | "Carregar la culpa"                    | Mentre fugen del xèrif, els lladres s'ho maneguen per encolomar-li un robatori al pobre Lubin, un noi de Nottingham que topa amb ells i queda estabornit. En Robin i la seva colla hauran de demostrar la seva innocència, però sense deixar de banda els preparatius per a la festa sorpresa d'aniversari de la Marian. |
| 41   | "Jugant a bandits"                     | L'Arnold vol entrenar els seus amics per formar una banda de justiciers com la d'en Robin, però la cosa es complica força quan apareixen el príncep Joan, el xèrif i els guàrdies per una banda, i en Jack i la seva banda de lladres per l'altra. En Robin i la seva colla hi hauran d'intervenir perquè tot acabi bé. |
| 42   | "Els bons, els dolents i el lleig"     | En Robin i la seva colla acudeixen als crits d'auxili d'un home que diu que li han robat el cavall, però l'home resulta que és un còmplice de la banda de lladregots, que volen capturar en Robin per cobrar el rescat que ofereix per ell el príncep Joan. |
| 43   | "La balada de Robin Hood"              | En Robin i els seus amics se les hauran d'empescar per recuperar un fermall que el príncep Joan ha confiscat a un pagès que havia invertit tots els seus estalvis per comprar-lo per a la seva dona. Per fer-ho comptaran amb la companyia inesperada d'un joglar, en Henry. |
| 44   | "El Príncep Joan, l'heroi"             | Després de veure com en Robin i la seva banda s'enfronten als lladregots i recuperen el que havien robat als vilatans, que els aclamen com a herois, el príncep Joan decideix oferir una recompensa als bandits perquè tornin l'endemà a Nottingham i facin veure que aquest cop és el príncep qui els captura i que així el poble es pensi que ell també és un heroi. |
| 45   | "Un joc de nens"                       | El príncep Joan vol que el seu exèrcit estigui preparat per a la guerra i planeja un entrenament consistent a arrasar el mas on viu la família d'en Lubin. En Robin i la seva colla miraran d'impedir-ho, però es trobaran amb el problema afegit que, per un encanteri mal fet, la Marian tornarà a l'edat mental de cinc anys. |
| 46   | "L'alquimista"                         | El peixater del poble avisa en Robin i els seus amics que els peixos del riu surten de color verd i pudents. Quan van a investigar què passa, descobreixen que el príncep Joan fa experiments d'alquímia per mirar de convertir el plom en or, i quan no li surten bé aboca el líquid al riu i el contamina. |
| 47   | "L'hort secret"                        | En Walter, un dels membres de la guàrdia del príncep Joan, vol deixar les armes i dedicar-se a fer de pagès gràcies als diners que ha estalviat durant els anys. Però el príncep Joan no només no li dona permís per deixar la guàrdia sinó que, a més a més, li confisca els diners. En Robin i la seva colla ajudaran en Walter a fer realitat el seu somni. |
| 48   | "La bruixa"                            | En Ralf i en Rolf, els fills bessons del xèrif de Nottingham, li estan fent la punyeta a una pobra velleta quan, per art de màgia per un encanteri de la Marian, apareix el Derke al cap d'un d'ells. Convençuts que la velleta és una bruixa, la denuncien davant del príncep Joan perquè la jutgin per bruixeria. En Robin i la colla miraran de demostrar que és innocent. |
| 49   | "Poca broma amb el príncep"            | Per fer una broma, la Scarlett posa bitxo a la sopa del príncep Joan. Però el príncep no s'ho agafa gens bé i despatxa la Matilda, cuinera reial i mare de la Scarlett. Amb l'ajuda d'en Robin i la seva colla, la Scarlett farà tot el possible perquè la seva mare recuperi la feina a la cuina del castell. |
| 50   | "Una damisel·la en perill"             | En Robin i la seva banda rescaten de les mans del xèrif i dels guàrdies una noia, la Gwendolyn, que els explica que l'han segrestat per obligar el seu pare, un noble, a donar les seves terres al príncep Joan. Però, casualment, la Marian sent una conversa entre el xèrif i els guàrdies que la fa sospitar de la Gwendolyn. Poden ser certes, les sospites? |
| 51   | "Temps era temps a Sherwood (1a part)" | La Scarlett li explica a la Gabrielle, una nena petita de Nottingham, com va començar la llegenda d'en Robin Hood: la seva arribada al castell, com el príncep Joan de seguida se'n va sentir gelós, com va arribar al bosc de Sherwood, com va conèixer els seus amics, com se'n va enamorar la Marian... |
| 52   | "Temps era temps a Sherwood (2a part)" | Un cop deslliurat dels bandits, en Robin topa amb en Petit John i en Tuck, que el prenen per un noi ric del castell i s'hi enfronten. Però aviat s'adonen que són del mateix bàndol i tots junts se'n van a salvar la Marian, que s'ha endinsat cap al nord del bosc de Sherwood, on viu un drac que amaga un tresor: un llibre d'encanteris màgics. |

### 2a temporada
| Núm. | Títol                                 | Resum |
| ---- | ------------------------------------- | --- |
| 01   | "En Robin i el rei (1a part)"         | Arriba al castell de Nottingham el rei En Ricard Cor de Lleó amb un cofre ple d'or que, a suggeriment d'en Robin Hood, el monarca reparteix entre els camperols damnificats pel mal temps. El príncep Joan, delerós d'incorporar l'or a les seves arques, ordeix un pla per quedar-se el cofre d'amagat de tothom i, de passada, enviar en Robin i la seva colla a presidi. El problema és que la presó ja està ocupada.                                                             |
| 02   | "En Robin i el rei (2a part)"         | La Marian i l'Scarlett amaguen en Derke, convertit en drac, a la masmorra del castell. Però tenen por de ser descobertes. En Robin rumia llavors una distracció perquè puguin sortir de la presó sense ser vistes. Després se les empesca, també, per descobrir on és amagat l'or robat pel Príncep Joan sense delatar-lo al seu germà, el rei En Ricard Cor de Lleó; ben al contrari, el que vol és que regni l'harmonia entre tots dos.                                            |
| 03   | "A la recerca del llibre de màgia"    | La Isabelle, la germana petita d'en Ralf i en Rolf, troba el llibre de màgia de la Marian i, pensant-se que és el seu diari, se l'emporta per esbrinar-ne les intimitats. En voler-lo agafar, però, és sorpresa pel príncep Joan, que l'acusa de voler-li robar l'or. Tot i la confusió, és urgent recuperar el llibre de màgia, perquè, si algú el descobreix, la Marian pot ser empresonada per bruixeria.                                                                         |
| 04   | "Un membre nou de la colla"           | Provant de parar una trampa a en Robin i la seva colla, el príncep Joan rep un fort cop al cap i perd la memòria. En Robin hi veu una oportunitat de recuperar l'or dels vilatans: fa que el príncep sigui un membre més de la banda i els ajudi a esmunyir-se al castell. Un cop dins, el príncep Joan recobra la memòria; així i tot, no pot evitar que en Robin l'engalipi un cop més.                                                                                            |
| 05   | "Quan la Isabelle fa la guitza"       | La Isabelle, la filla del xèrif, s'avorreix al castell i surt a espiar la colla d'en Robin Hood. Per evitar que s'adoni de la complicitat de la Marian amb els bandits, en Robin fingeix fer-les presoneres a totes dues. Les deixa lligades i se'n va a assaltar una carreta amb un carregament secret que el príncep Joan frisa per rebre. Al final, tots fan befa del vanitós germà del rei.                                                                                      |
| 06   | "Un aniversari d'allò més sorprenent" | És l'aniversari del rei Ricard, i el seu germà, el príncep Joan, li ha preparat una festa per humiliar-lo. Amb l'ajuda d'en Ralf i en Rolf, truca les proves per guanyar sempre ell. Quan en Robin se n'adona, però, intervé de manera que qui surt malparat és el príncep. Al final hi ha un castell de focs i tota la cort en queda meravellada i desitja llarga vida al rei. |
| 07   | "El rei dorment"                      | El príncep Joan tasta les profiteroles que fa la fornera del poble i en queda tan meravellat que voldria menjar-se-les totes. Una zíngara que se n'adona li proposa d'adormir el rei per poder-lo substituir momentàniament i confiscar totes les profiteroles que vulgui. La zíngara, però, l'adorm a ell també i fuig amb la corona reial. Finalment, en Robin la intercepta i el príncep Joan ha de repartir les profiteroles entre els vilatans                                  |
| 08   | "El meu drac amorós"                  | Provant d'esmunyir-se al castell, en Derek acaba en mans de la Isabelle, la filla del xèrif, que se'l vol quedar com a animal de companyia. El tracta tan bé que en Derek es transforma en drac, i llavors qui el vol és el príncep Joan. Però el príncep l'insulta i l'amenaça fins que el fa enfadar i es transforma en hàmster un altre cop. Llavors en Derek torna amb la Isabelle perquè el continuï aviciant, però n'acaba fugint.                                             |
| 09   | "El lloro de la discòrdia"            | Lord Godofred, un noble de caràcter irascible que estava discutit amb el rei En Ricard, es presenta al castell de Nottingham amb un present de reconciliació: un lloro portat de les Índies. Envejós, el príncep Joan fa segrestar el lloro per en Ralf i en Rolf, però la bèstia s'escapa. En Robin i la seva colla l'enxampen, però el lloro ha après a dir una frase que compromet greument la Marian.                                                                            |
| 10   | "L'home de la màscara de fang"        | El príncep Joan es posa una màscara i, després d'enredar el xèrif, està segur de poder enganyar en Robin Hood i capturar-lo amb el suport de tota la guàrdia. En Robin, tanmateix, sospita des del primer moment i, en un descuit, el descobreix. Llavors, aprofitant l'absència de guarnició al castell i mentre en Tuck i el Petit John entretenen el príncep, en Robin s'alia amb la Marian i l'Scarlett per escarmentar-lo.                                                      |
| 11   | "El pont d'en Robin"                  | El príncep Joan ha decretat un peatge per travessar l'únic pont que comunica amb Nottingham. Els vilatans veuen com les provisions de tota mena escassegen, i es queixen. Per solucionar-ho, en Robin decideix construir un pont nou, i durant unes quantes hores tot torna a la normalitat. Quan el príncep ho sap, però, ordena enderrocar el pont d'en Robin. I se'n surt, però en Robin l'enreda i li fa retirar el peatge del pont.                                             |
| 12   | "L'ou del drac"                       | Els guàrdies del príncep Joan requisen una gallina a una camperola que, indignada, demana auxili. En Robin Hood la sent i ordeix un estratagema per recuperar-la: vendre al príncep un "ou de drac". L'ou és de gallina, de fet, però enganya el príncep i, també, en Derke, que se l'emporta amb l'esperança de no ser l'últim drac sobre la Terra. Enfurismat, el príncep Joan recupera l'ou, però, quan aquest fa eclosió al castell, és la riota de tothom.                      |
| 13   | "El flautista de Sherwood"            | Una plaga de rates infesta el poble de Nottingham, i en Robin i la seva colla proven de foragitar-les sense èxit. Fins que en Tuck, de casualitat, les atreu amb els seus xiulets. Les rates ja han arribat al castell i el príncep Joan en fuig esfereït. Mentrestant, en Tuck ha fabricat una flauta, amb què en Robin, pagat pel príncep, treu les rates del castell. Amb tot, cal un recurs extraordinari per fer fora les rates definitivament.                                 |
| 14   | "Un rei de més"                       | El príncep Joan descobreix un joglar pèssim que s'assembla molt al rei En Ricard, i aprofita l'absència del monarca per fer-lo aparèixer com un rei tirànic i poder arrabassar-li el tron. En un primer moment, l'impostor aconsegueix enganyar a tothom i el príncep és aclamat pel poble; però en Robin s'adona del frau i fa tornar En Ricard a temps de desbaratar els plans de l'aprofitat del seu germanet.                                                                    |
| 15   | "En Tuck, el valent"                  | En Tuck salva un nen del poble de caure per un barranc, però ningú no li reconeix el mèrit, que s'emporta en Robin, com sempre. Per fer-li recuperar l'autoestima, en Robin barrina un pla: es deixarà enxampar per la guàrdia del castell i deixarà que en Tuck el salvi. Però el príncep Joan els para una trampa i el pla es complica. Aquesta vegada, en Robin està atrapat de debò, i només el pot rescatar en Tuck.                                                            |
| 16   | "El carruatge fantasma"               | Un carruatge fantasma atemoreix el poble de Nottingham, mentre al castell tothom va de bòlit a causa d'un rellotge nou destarotat. Lligant caps, en Robin arriba a la conclusió que totes dues coses estan relacionades i, efectivament, descobreix que el príncep Joan ha obligat en Trevor, el venedor ambulant, a construir un carruatge que corri sol, per poder fer veure que el domina i guanyar-se, així, la simpatia dels seus súbdits.                                      |
| 17   | "El lladregot d'en Robin!"            | La Isabelle, la filla del xèrif, es fa passar per una princesa. Els bandits s'ho empassen i la segresten, però els vilatans acusen del segrest en Robin perquè un llenyataire l'ha vist amb la nena. A en Robin se li acut aleshores demanar un rescat al príncep Joan, el qual, convençut de poder-lo atrapar, hi accedeix. Però els únics que cauen a l'emboscada són els bandits.                                                                                                 |
| 18   | "Un heroi anomenat Little John"       | El poble de Nottingham està fart dels lladres que saquegen el poble cada dos per tres. Per això, decideixen entregar tot l'or a la colla d'en Robin Hood, perquè els el custodiïn. Al Petit John se li acut guardar-lo a la bota, on està convençut que no el buscarà ningú. Però la darrera víctima dels robatoris, una venedora de formatge, sedueix el noi i se les empesca per treure'n informació.                                                                              |
| 19   | "Pudor de desastre"                   | En Tuck inventa unes sagetes fètides que cauen en males mans. Els bandits les hi prenen i les utilitzen contra el poble, primer, i després per emparar-se del castell i provar de robar el tresor reial. Allà l'única que ha quedat és l'Scarlett, que està refredada. Quan en Robin corre a rescatar-la, s'adona que el refredat la fa immune a la pudor. Per això fa l'Scarlett encomani a tothom el refredat per poder salvar la situació.                                        |
| 20   | "L'or de les bèsties"                 | Provant de posar fre a les trapelleries d'en Ralf i en Rolf, la Marian els converteix en unes "bèsties afamades d'or" que roben l'or a la gent del poble, primer, i després al tresor reial. Quan el príncep Joan se n'adona, no fa cas de les súpliques del xèrif, el pare dels bessons, i córre a arrestar-los. Però en Robin i la Marian fan per trobar-los abans per revertir l'encanteri i restituir l'or als vilatans.                                                         |
| 21   | "La copa embruixada"                  | Dos veïns de Nottingham es barallen per una copa d'or que han trobat al límit de les seves terres. Quan la colla d'en Robin els veu, el Petit John corre a posar-hi pau; però, tan bon punt toca la copa, la reclama per a ell, també. Buscant al seu llibre d'encanteris, la Marian descobreix que la copa està embruixada i que, per desfer l'encanteri, cal que la toqui "l'home més avariciós del món".                                                                          |
| 22   | "La Marian desapareix a poc a poc"    | Practicant amb en Derke, la Marian perd el seu llibre d'encanteris, que acaba a mans del príncep Joan, el seu cosí. S'ha esquinçat una pàgina del llibre, i això fa que la Marian vagi perdent els seus poders i desapareixent a poc a poc. El príncep prova de fer servir el llibre de màgia per enriquir-se. Però no se'n surt i acaba víctima d'un dels encanteris de la Marian                                                                                                   |
| 23   | "Entrapats al bosc"                   | Ha arribat a Nottingham un saltimbanqui eixerit i ben plantat que enamora a tothom amb el seu carisma. De fet, és un caçarecompenses que ha posat paranys pel bosc per atrapar en Robin i la seva colla i obtenir una recompensa del príncep Joan. Un darrere l'altre, cauen tots tres als paranys, però amb l'ajuda de l'Scarlett i la Marian, en Tuck aconsegueix fugir i alliberar després els seus companys.                                                                     |
| 24   | "El xèrif Robin"                      | El xèrif es torça el turmell i el rei En Ricard nomena en Robin nou xèrif provisional. El príncep Joan no ho suporta i anima la guàrdia perquè facin vaga i compliquin la feina del xerif nou. Compta, a més, amb la col·laboració dels bandits, que, aprofitant la manca de vigilància, atracaran el poble i giraran la gent contra en Robin. Però la intervenció de la princesa Marian salva la situació.                                                                          |
| 25   | "Sherwood crema"                      | El príncep Joan ha decidit que l'única manera de trobar l'amagatall d'en Robin Hood és cremar el bosc de Sherwood. Quan en Robin i la seva colla s'adonen que el xèrif i els seus homes calen foc al seu voltant, proven de parar-los els peus de bades. En Robin, però, s'empesca com treure-li aquesta dèria incendiària al tirà: amagar al bosc el seu cavallet de fusta de quan era petit!                                                                                       |
| 26   | "Lladres invisibles"                  | Un lladre misteriós fa dies que saqueja el poble de Nottingham. Assabentats dels fets, en Robin i la seva banda desemmascaren de seguida els infractors: els ocells, entre ells el seu amic, en Bec. No triguen a esbrinar, tanmateix, que les aus actuen sota la influència d'un conegut malfactor, en Perdigan, que, un cop s'ha emparat dels estalvis dels vilatans, apunta al tresor reial i a una peça en concret, especialment valorada pel príncep Joan.                      |
| 27   | "El cavaller del cor de pedra"        | En Peter és un vailet ambiciós a qui el príncep Joan ha promès nomenar cavaller si fa prou mèrits. En Robin i els seus amics, veient que el príncep explota en Peter, acuden a rescatar-lo, però aquest no dubta a trair-los per aconseguir el que vol: presumir de cavaller davant de tothom. Finalment, amb l'ajuda d'en Tuck i el Petit John, que es fan passar per fantasmes, en Robin aconsegueix desemmascarar el jove traïdor.                                                |
| 28   | "El cavaller Robin"                   | En Robin rep instruccions del seu pare a través d'una carta en què l'anima a educar-se com un cavaller. Tot seguit, el rei Ricard ordena a la dama Rohesia que instrueixi el noi juntament amb el príncep Joan i la princesa Marian. Llavors en Robin s'adona que la carta l'ha enviat, de fet, el príncep per retenir-lo al castell mentre els seus esbirros fan excavar als vilatans un tresor al bosc.                                                                            |
| 29   | "Un obsequi reial"                    | Al castell de Nottingham tothom es prepara per a un banquet en honor del rei Ricard. El príncep Joan vol lluir més que ningú i ha encarregat a la ferrera del poble una corona amb diamants incrustats. La corona, però, no està a punt senzillament perquè ha desaparegut: l'ha agafada per jugar la Gabrielle, la filla de la ferrera, i a ella li han pres els bandits en Jack, en Pispa i en Doug.                                                                               |
| 30   | "El fidel d'en Flynn"                 | Envejós del rei En Ricard, el príncep Joan ordeix un pla per fer caure el seu germà del cavall, sabotejant el corn reial amb pólvores de fer dormir. Tot d'una, el corn es converteix en un objecte desitjat tant pels bandits com per en Robin i la seva colla, que es barallen per aconseguir-lo sense saber ben bé per què. Només la intervenció d'en Flynn aconseguirà salvar el rei a l'últim moment.                                                                           |
| 31   | "Amb bona voluntat"                   | Com cada any per les mateixes dates, el rei Ricard allibera un presoner. Aquest cop indulta un rondallaire que el príncep Joan havia fet empresonar per haver-se burlat d'ell. En Ricard, en canvi, el troba tan graciós que el convida a quedar-se al sopar amb el seu amic Godofred, esperant que, fent-lo riure, li passi el seu darrer enuig i regni l'harmonia entre tots dos. Però el rondallaire desapareix misteriosament.                                                   |
| 32   | "L'astròleg"                          | En Robin i la seva colla ajuden un astròleg que acaba de ser atracat pels bandits i l'acompanyen fins al poble perquè hi passi la nit. Allà, l'astròleg es guanya la confiança de la gent amb les seves prediccions, que els bandits fan realitat entrant a les cases a robar. En Robin aviat sospita que astròleg i bandits van d'acord i recorre a l'ajuda del drac Derke per aturar-los a tots.                                                                                   |
| 33   | "Rivals"                              | Els bandits han robat l'estrella d'or del xèrif, i en Robin i la seva banda ajuden a aturar-los i a recuperar-la. L'estrella, però, s'ha malmès i cal fer-la arreglar. Mentrestant, el xèrif encarrega a en Ralf i en Rolf que portin en Jack, en Doug i en Pispa a les masmorres. En un descuit, els facinerosos s'escapen i, un cop adobada l'estrella, la tornen a robar. En Robin, tanmateix, té un as a la màniga.                                                              |
| 34   | "L'Scarlett i el diamant"             | Una quincallaire ensarrona l'Scarlett perquè li ensenyi on és el diamant del ceptre reial i, d'aquesta manera, el pugui robar. Quan el xèrif les sorprèn, la lladre s'escapa amb el botí i el príncep Joan fa tancar l'Scarlett a les masmorres. Assabentat del cas, en Robin es disfressa per donar a entendre a tothom que està interessat a comprar el diamant. D'aquesta manera, fa sortir la quincallaire del seu amagatall i la fa arrestar pel xèrif.                         |
| 35   | "Tumult al Túmul"                     | Els bandits s'ha escapat de la presó i el príncep Joan vol reforçar els murs de les masmorres. A fi d'obtenir la pedra necessària, es proposa enderrocar el Túmul, un lloc emblemàtic que en Robin no està disposat a deixar destruir. En Tuck es fa passar per l'"esperit del Túmul" i espanta el príncep. Fins que és descobert. Caldrà recórrer a la màgia de la Marian per parar els peus al príncep definitivament.                                                             |
| 36   | "Mana la Marian"                      | El rei Ricard ha decidit tornar la Terrible, l'espasa de Lord Godofred, al seu amo. Però el príncep Joan la desitja i l'hi pren, tot fent veure que ha estat cosa de la princesa Marian, que és la responsable del reialme durant l'absència del monarca. Ofès, Lord Grodofred li declara la guerra, i tot el castell es prepara per repel·lir un eventual assalt. La victòria serà dolça, però, aquest cop, la derrota, també.                                                      |
| 37   | "Un mal truc"                         | Al poble de Nottingham ha arribat un mag que fa les delícies de tothom. Fins que fa desaparèixer una bossa d'or del príncep i fuig cames ajudeu-me. Interceptat per en Robin, l'il·lusionista assegura que no hi té res a veure. En Robin li promet que esclarirà l'assumpte si s'entrega a la justícia per evitar quedar en evidència. En Robin i companyia descobreixen aviat el culpable, però aquest té un as a la màniga.                                                       |
| 38   | "En Blaise, el forçut"                | En Blaise, un rodamon que s'alimenta del que troba pel bosc, veu el cartell d'"Es busca" d'en Robin i la seva colla. Animat per la recompensa, es decideix a capturar-los. La Marian, per la seva banda, prova d'augmentar la força del seu amic, en Robin, fent un encanteri dels seus, però erra el tret i converteix el rodamon en un gegant afamat. Per desfer l'encanteri, caldrà subministrar a l'ogre una poció especial.                                                     |
| 39   | "Quina família!"                      | La Louise, la filla de Lord Godofred, s'avorreix i el seu pare ha tingut la pensada de deixar-la uns quants dies al castell de Nottingham perquè canviï d'aires i es distregui. El rei Ricard promet al pare de la noia que renunciarà al tron si li passa res, i la princesa Marian també la rep amb entusiasme. Però la Louise s'estima més passar el dia al bosc amb en Robin que no pas tancada entre quatre parets.                                                             |
| 40   | "En Robin de mai no acabar"           | El dia es torça, i en Robin desitja tornar enrere en el temps per provar de redreçar-lo. De seguida, la Marian troba un encanteri que fa recular el rellotge fins a trenc d'alba. Una vegada i una altra, en Robin es lleva i prova d'evitar les calamitats que no ha pogut impedir abans. No és fàcil, però, perquè, quan sona el despertador, en Tuck cau de l'hamaca i li trenca l'arc.                                                                                           |
| 41   | "El retorn de la diva Rossinyola"     | La Diva Rossinyola, una famosa justiciera desapareguda de fa temps, sembla que ha tornat. Un dels bandits creu que ha vist la seva marca de naixement, un rossinyol, a la cama de la Dama Rohesia i corre a avisar la banda. En Robin, alertat, atura la Dama Rohesia en plena fuga i l'obliga a parlar, i, per evitar-li la presó, proposa a l'Scarlett que entabani el príncep Joan fent-se passar per la misteriosa Diva Rossinyola.                                              |
| 42   | "Estranyes damisel·les"               | En Robin i la Marian sorprenen un parell de lladres que estan a punt de robar el ceptre reial. Gràcies a la seva agilitat i destresa, aconsegueixen escapar-se, i resulta que no són bandits, sinó bandides! Per enxampar-les, en Robin demana a la Marian que s'infiltri al grup. Un cop acceptada a la banda, la Marian descobreix que no són lladres vulgars sinó "reparadores d'injustícies", i que també podria fer com elles arribat el cas.                                   |
| 43   | "Sherwood, fora del mapa"             | Un mapa dels boscos de Sherwood pot posar al descobert l'amagatall d'en Robin i la seva colla. L'experta en herbes remeieres que el té assegura que no hi ha cap perill, perquè sempre el duu a sobre. Però el príncep Joan, quan s'assabenta de l'existència del mapa, fa detenir l'herborista i l'obliga a assenyalar-li el camí del cau secret. Només un petit col·laborador alat aconseguirà desbaratar els plans del tirà de Nottingham.                                        |
| 44   | "La pedra del drac"                   | Perseguint una rata, el xèrif cau al pou del castell i hi troba una pedra brillant amb unes inscripcions misterioses. Quan la notícia s'escampa, en Derke lliga caps de seguida: es tracta de la Pedra de Drac, una mena de far que atreu tots els dracs vius. En Derke està entusiasmat amb la reunió imminent amb els seus cosins; el problema és que, per rebre'ls com cal, hauria de transformar-se en drac.                                                                     |
| 45   | "Un passeig entre amics"              | En Ricard Cor de Lleó està decidit a fomentar l'amistat entre el seu germà Joan i en Robin Hood, el seu protegit. Per això els convoca a tots dos per sorpresa a un passeig a cavall a tres. Abans de sortir, el príncep Joan lloga uns mercenaris perquè parin una emboscada al rei. Però li surt el tret per la culata i els sicaris se li giren en contra. Per sort, en Robin prova de salvar la situació.                                                                        |
| 46   | "El cofre sorpresa"                   | El príncep Joan és tan malgastador que el seu germà, el rei Ricard, li ha d'amagar el tresor reial a les golfes del castell. Allà, la princesa amaga dins del cofre en Derke, que no pot parar de xerrar a causa d'un encanteri mal fet. El príncep Joan troba el cofre, però la Marian el persegueix fins que els cau a un carro d'un venedor de pomes, que se l'emporta sense adonar-se'n.                                                                                         |
| 47   | "El rei i la gallina"                 | La princesa Marian està convençuda d'haver convertit el rei Ricard en una gallina. Alertat, en Robin enxampa la bèstia per evitar que li passi res, però la "gallina reial" s'escapa i se'n torna al castell, on es confon amb la resta de l'aviram. Mentrestant, durant la inspecció anual de la presó, el príncep Joan tanca el seu germà, el rei, en una masmorra; en Ricard dubta si en podrà sortir, però, per una casualitat del destí, en Robin i la Marian el senten cridar. |
| 48   | "Els invasors"                        | Els vikings amenacen d'arrasar Nottingham i destituir en Ricard del tron si no els entrega el tresor reial abans de tres dies. En Ricard s'hi nega en rodó. El príncep Joan, en canvi, està disposat a arribar a un acord amb els invasors perquè el deixin a ell al tron. Gràcies a aquesta traïció, els vikings fan presoner el rei. Però el príncep, també! Fins que en Robin, astutament, aconsegueix rescatar-los.                                                              |
| 49   | "Ardent d'entusiasme"                 | En Derke està fart de ser un hàmster i es queixa a la Marian que menja sempre el mateix. Ella el vol ajudar, però l'únic que aconsegueix es convertir-lo en un home. El cavaller Derke surt en defensa de dama Rohesia, que, agraïda, el convida a dinar amb ella al castell. En Derke n'està encantat; tant, però, que es torna a convertir en drac i ha de fugir cames ajudeu-me.                                                                                                  |
| 50   | "L'administrador"                     | Anant cap a Londres, en Robin allibera en Raoul, que assegura que ha estat detingut injustament. En realitat, es tracta d'un estafador que ja ha actuat al castell de Lord Godofred, fent-se passar per administrador, i ara es disposa a apoderar-se del tresor reial. Aconsegueix primer que el príncep Joan desterri el xèrif, i després fa arrestar la Marian i fins i tot el príncep. Només cal que en Robin torni a temps de desemmascarar-lo!                                 |
| 51   | "El llibre d'en Merlí (1a part)"      | Tornant de França, el rei Ricard topa amb el baró Fitzwalter, que posa en dubte la seva legitimitat com a rei d'Anglaterra. Tot i haver repel·lit el primer embat, en Ricard està amoïnat per una eventual rebel·lió. Un cop al castell, evoca la figura del seu avantpassat, el rei Artús, l'únic cavaller capaç d'arrencar l'espasa Excalibur de la roca on es trobava clavada. Però l'Excalibur fa temps que ha desaparegut!                                                      |
| 52   | "El llibre d'en Merlí (2a part)"      | En Robin i la seva colla fan mans i mànigues per convèncer Ricard Cor de Lleó que recuperi el seu tron, que està a punt de passar a mans del príncep Joan. Ni tan sols els fa cas quan la Marian rescata l'espasa Excalibur del fons del llac, on s'ha mantingut oculta des dels temps del rei Artús. Al final, però, és obligat a assistir a la coronació del seu germà. |